# نوربرتو گونسالس
نوربرتو گونسالس (انگلیسی: Norberto González؛ زادهٔ ۱۰ اکتبر ۱۹۷۹) بازیکن بیسبال اهل کوبا بود.